# Андерссон, Пернилла
Пернилла Мария Тереза Андерссон Дреген (родилась 10 декабря 1974 года, Стокгольм, росла в Хесслехольме и Кристианстаде) — шведская певица, продюсер, музыкант и автор песен. Тренер по вокалу в телевизионной программе «Истинный талант».

## Карьера
Андерссон окончила Королевский музыкальный колледж в Стокгольме, получив степень магистра. После училась в Академии балета в Гётеборге. С 1999 года выпустила 10 сольных альбомов. Была номинирована на премию Грэмми с англоязычным альбомом «Ashbury, the Apple». Пернилла занимается вопросом сохранением окружающей среды Балтийского моря, поэтому часть прибыли от выпуска альбома «Give a damn in the water» пожертвовала на благотворительность по спасению рыбы в Балтийском море.
В 2011 году певица участвовала в конкурсе песни Евровидение. Её выступление с песней «Desperados» прошло в полуфинал, получив второй шанс. В конкурсе песни Евровидение-2016 она участвовала исполняя песню «Нeart Of Gold». В том же году выпустила альбом Tiggrinnan.
Пернилла также занимается социальными вопросами, связанными с гендерным равенством и гендерной справедливостью, и служит наставником для молодых девушек, которые хотят попасть в музыкальную индустрию.

## Награды
- 2001 — стипендия Шарпа
- 2011 — стипендия Алана Рида
- 2013 — Премия Сэра Джорджа Мартина

## Дискография
- 1999 — Мое Путешествие
- 2000 — Все Улыбаются
- 2004 — Cradlehouse
- 2007 — Baby Blue
- 2007 — Большое Прикрытие
- 2008 — Does you dog
- 2009 — Эшбери Эппл
- 2010 — Z
- 2011 — E-Deluxe
- 2012 — Три с половиной рояля, концерт
- 2012 — Во всем есть трещина, именно так свет проникает в мир.
- 2016 — Тигриннан
- 2017 — Винтерсангер из Монро